# Berry Creek
Berry Creek es un lugar designado por el censo ubicado en el condado de Butte en el estado estadounidense de California. En el año 2010 tenía una población de 1,424 habitantes.

## Geografía
Berry Creek se encuentra ubicado en las coordenadas 39°37′53″N 121°24′19″O / 39.63139, -121.40528. Está situada en un terreno montañoso a 2,000 pies (610 m) sobre el nivel del mar y a lo largo de la Carretera Oroville-Quincy, en la orilla del lago Madrone.